# الأقارب أفاعي
الأقارب أفاعي (بالإيطالية: Parenti serpenti) هو فيلم كوميدي سوداوي إيطالي عام 1992 من تأليف وإخراج ماريو مونيتشيلي. فاز بالشريط الفضي لنقاد السينما الإيطاليين لأفضل الأزياء. اقام الكاتب كارمين أموروسو الذي ابتكر قصة الفيلم، بتحويل الفيلم لاحقًا إلى مسرحية تم عرضها في إيطاليا وإسبانيا.

## سيناريو الفيلم
يدعو زوجان عجوزان جميع أطفالهما وأحفادهما إلى منزلهما في سولمونا، في أبروتسو، للاحتفال بأعياد الميلاد. بعد قضاء يوم في الكنيسة ولعب البنغو في المنزل، تطلب الجدة من ابنتيها وابنيها أن يقرروا فيما بينهم من منهم سيأخذها هي وزوجها للعيش معهم، الآن بعد أن أصبحوا كبارًا في السن. يسعد أطفالهم في البداية بسماع أن والديهم يريدون رؤيتهم أكثر، لكن لا أحد يريد تحمل مسؤولية انتقالهم إلى منزلهم.

## طاقم التمثيل
- مارينا كونفالوني بدور لينا
- اليساندرو هابر بدور ألفريدو
- توماسو بيانكو في دور ميشيل
- سينزيا ليون بدور جينا
- أوجينيو ماسكياري في دور أليساندرو
- ريناتو تشيكيتو بدور فيليبو
- بيا فيلسي بدور الجدة تريست
- باولو بانيلي بدور الجد سافريو
- مونيكا سكاتيني بدور ميلينا
- نيكوليتا أورسماندو

## روابط خارجية
- الأقارب أفاعي  في قاعدة بيانات الأفلام على الإنترنت (بالإنجليزية)